# Nora Dåsnes
Nora Dåsnes (née le 31 décembre 1995 à Oslo) est une autrice, illustratrice et animatrice norvégienne. Elle est connue pour ses romans graphiques pour la jeunesse.

## Biographie
Nora Dåsnes fait ses études à l'université Kingston à Londres, où elle obtient une licence en illustration et animation.
Elle publie son premier roman graphique, L'année où je suis devenue ado, en 2020. Le livre évoque l'entrée dans l'adolescence et la découverte de son homosexualité par une collégienne. Traduit dans plusieurs langues, il paraît en France en 2021 et fait partie de la sélection 8-12 ans du Festival international de la bande dessinée d'Angoulême 2022. 
En 2021, elle publie Appels en absence, roman graphique qui a pour thème les attentats d'Oslo et d'Utøya en 2011 vus par une lycéenne. Le livre est récompensé du Grand prix de littérature d'enfance et de jeunesse du Conseil nordique.
En 2022 sort Le jour où j'ai voulu sauver la forêt, qui reprend l'univers et les personnages de L'année où je suis devenue ado et traite de l'engagement écologique des jeunes.
Parallèlement à ses romans graphiques, Nora Dåsnes illustre la série de livres jeunesse Vesle d'Hannah Mileman, parue en 2021-2023.

## Romans graphiques
- Nora Dåsnes (trad. Aude Pasquier), L'année où je suis devenue ado, Casterman, 2021 (ISBN 978-2-203-22361-5). Version originale : Ti kniver i hjertet, Aschehoug, 2020 (ISBN 978-82-03-26626-3)
- Nora Dåsnes (trad. Aude Pasquier), Le jour où j'ai voulu sauver la forêt, Casterman, 2023 (ISBN 978-2-203-25514-2). Version originale : La skogen leve!, Aschehoug, 2022 (ISBN 9788203394843)
- Nora Dåsnes (trad. Aude Pasquier), Appels en absence, Casterman, 2024 (ISBN 978-2-203-24184-8). Version originale : Nora Dåsnes, Ubesvart anrop, Aschehoug, 2021 (ISBN 978-82-03-36615-4)

## Récompenses
- 2020 : prix Pondus pour L'année où je suis devenue ado[7]
- 2021 : prix Riksmålsforbundets du livre pour enfants et adolescents[8] et prix de la bande dessinée du ministère de la culture pour la littérature d'enfance et de jeunesse pour Appels en absence[9]
- 2022 : Grand prix de littérature d'enfance et de jeunesse du Conseil nordique pour Appels en absence[5]
- 2023 : prix du livre jeunesse de la bibliothèque de Bergen pour Le jour où j'ai voulu sauver la forêt[10]
- 2024 : Stonewall Book Award pour L'année où je suis devenue ado[11]
- 2025 : prix Unicef 13-15 ans pour Le Jour où j'ai voulu sauver la forêt[12]